# شهر ما (فیلم ۲۰۰۳)
شهر ما (انگلیسی: Our Town) یک فیلم تلویزیونی به کارگردانی جیمز ناتن محصول سال ۲۰۰۳ است.
این فیلم که از شبکه پی‌بی‌اس پخش شده پل نیومن بازیگر اصلی آن بوده‌است.